# Parabembras
Parabembras è un genere di pesci ossei marini. Si tratta dell'unico genere appartenente alla famiglia Parabembridae (ordine Scorpaeniformes).

## Distribuzione e habitat
Le due specie del genere sono diffuse una nell'Oceano Pacifico nordoccidentale (Cina, Giappone e Corea) e l'altra lungo le coste dell'Oceano Indiano dell'Africa sudorientale subtropicale (Mozambico e Sudafrica).

## Descrizione
Sono pesci di taglia piccola (minore di 25 cm), piuttosto allungati con bocca abbastanza grande e testa appiattita. Le pinne ventrali sono inserite sotto le pinne pettorali.

## Specie
- Parabembras curtus
- Parabembras robinsoni[2]